# اکبوراک، گرسوش
اکبوراک، گرسوش (به لاتین: Akburç, Gercüş) یک منطقهٔ مسکونی در ترکیه است که در استان باتمان واقع شده‌است.

## خصوصیات
اکبوراک ۲۵۲ نفر جمعیت دارد.